# Ladderbaai

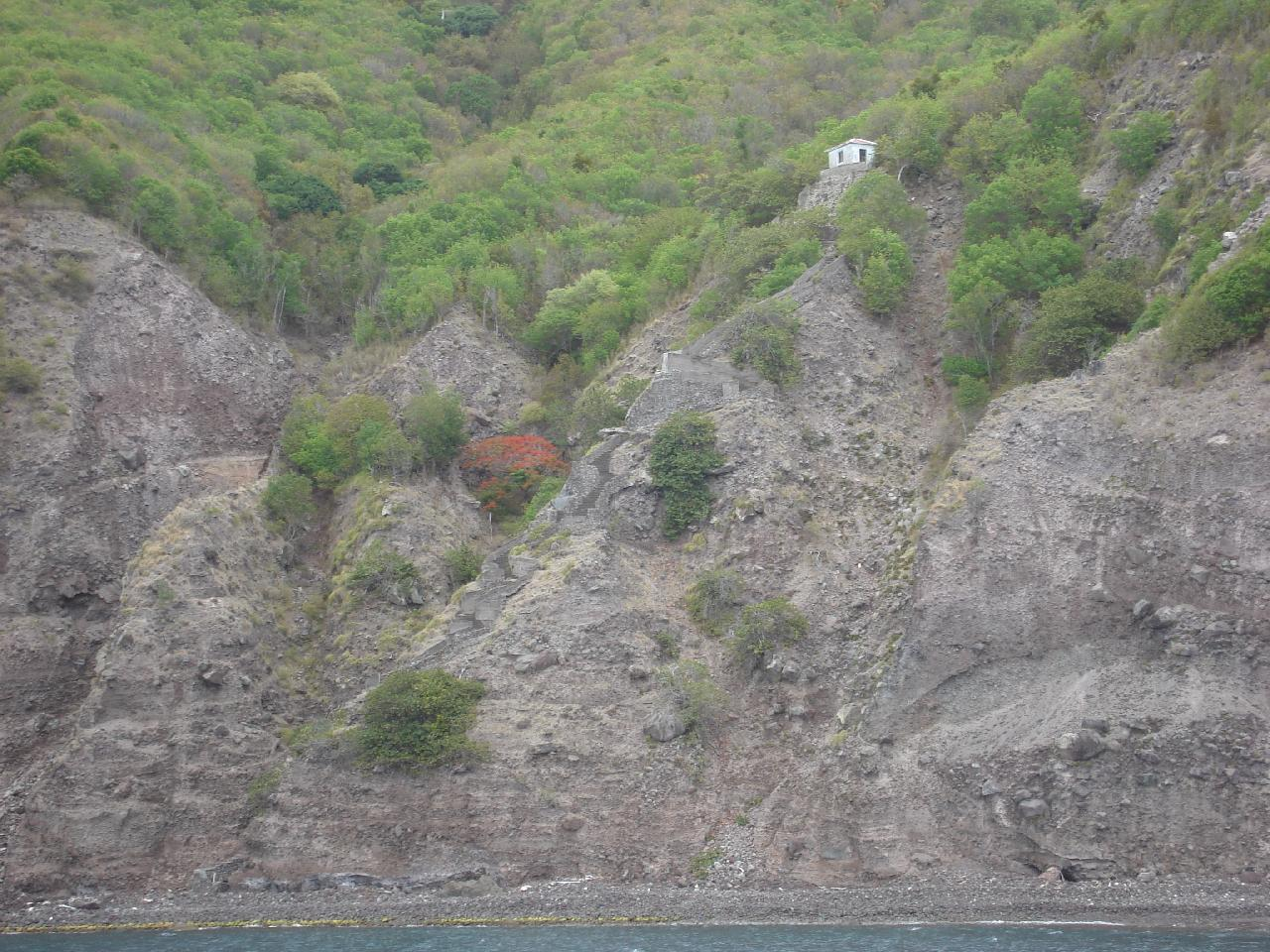
Het douanehuisje bovenaan de trap die in de stenen rotswand is uitgehouwen

Ladderbaai is een baai aan de westkant van het eiland Saba in de Caribische zee. Het eiland heeft nergens stranden, dus vanaf de kust is het onmogelijk om op het land te komen. Hierom werd er een trap uit de stenen rotswand gehakt. Lange tijd was dit de enige toegangsplek tot het eiland. Pas toen het vliegveld Juancho E. Yrausquin Airport in 1963 en de haven Fort Bay in 1972 werden geopend, was het mogelijk op een andere manier het eiland te betreden.
De Ladder leidde vanaf de baai met ongeveer 500 treden naar de hoofdstad van Saba, The Bottom. Bovenaan de trap stond een klein huisje, dat er gebouwd was om de douanezaken te regelen. Dit huisje staat er nog steeds en is te bezoeken. Het onderste deel van trap is vervangen door betonnen treden. Daardoor heeft de Ladder anno 2024 479 treden. 